# La empresa perdona un momento de locura
La empresa perdona un momento de locura es una película de 1978, dirigida por el cineasta mexicano-venezolano Mauricio Walerstein, protagonizada por el músico y actor Simón Díaz. Se trata de una adaptación de la obra de teatro homónima de Rodolfo Santana, quien además escribió el guion de la película.

## Trama
La película sigue a Mariano Núñez (Simón Díaz), un fiel trabajador de una fábrica en la que ha trabajado durante los últimos 20 años. Un día, es víctima de una crisis nerviosa que desencadena una actitud extremadamente violenta y destructiva. Es enviado a una psicóloga (Eva Mondolfi) para que trate su condición y pueda volver a trabajar, pero ante la realidad debe elegir entre ser solidario con sus compañeros y sumarse a la lucha sindical, o adaptarse al entorno que lo rodea.

## Elenco
- Simón Díaz
- Eva Mondolfi
- Asdrúbal Meléndez
- María Escalona
- Arturo Calderón
- Rafael Gómez
- Fausto Verdial
- Rafael Briceño
- Iván Feo
- Nardy Fernández
- Eduardo Mancera
- Hamel Meléndez
- Balmore Moreno
- Eduardo Cortina

## Producción
La película fue dirigida por Mauricio Walerstein, cineasta de origen mexicano que se estableció en Venezuela y se convirtió en una figura destacada del Nuevo Cine Venezolano. El guion fue coescrito por Walerstein y Rodolfo Santana, basado en la obra de teatro homónima de este último, escrita en 1974. La obra teatral ya había sido reconocida y montada en varios países de América Latina antes de ser adaptada al cine.

## Lanzamiento
La película formó parte de la Quincena de Cineastas del Festival Internacional de Cine de Cannes de 1979.